# José Manuel Riveros Nigra
José Manuel Riveros Nigra, paraguaio naturalizado brasileiro, é, atualmente, professor titular do Instituto de Química da Universidade de São Paulo.
Atua também como assessor da Associação Brasileira de Tecnologia de Luz Síncrotron, como  membro do corpo editorial do International Journal Of Mass Spectrometry e Mass Spectrometry Reviews e preside a Sociedade Brasileira de Espectrometria de Massa.
É conhecido internacionalmente por suas contribuições na área de reações íon-molécula em fase gasosa, na qual a utilização de espectrometria de massas e cálculos de estrutura eletrônica, suas especialidades, é de fundamental importância.

## História
Nascido em 1940 em Asunción, Paraguay, obteve seu título de Bacharel em Química pela Universidade da Califórnia em 1962 e seu grau de doutor em Química pela Universidade Harvard em 1966, sob orientação do renomado Edgar Bright Wilson.
Com cerca de uma centena de publicações suas contribuições na área de físico-química lhe renderam, além de uma reação com seu nome, a Reação Riveros, diversos prêmios e honrarias.

## Prêmios e Honrarias
Dentre os prêmios recebidos estão:
- 1980	- MEMBRO TITULAR, Academia Brasileira de Ciências/ABC.
- 1980	- 1ST JOSE GOMEZ IBANEZ MEMORIAL LECTURER, WESLEYAN UNIVERSITY/W.U..
- 1996	- Ordem Nacional do Mérito Científico e Tecnológico, Presidencia da Republica.[6]
- 1998	- Premio Rheimboldt Hauptmann, Rhodia,Premio pai de Familia
- 2001	- Medalha Simão Mathias, Sociedade Brasileira de Química.
- 2005	- Ordem Nacional do Mérito Científico e Tecnológico - Gra Cruz, Presidencia da Republica.[7]